# فاست تشارلي (فلم)
فاست تشارلي (بالإنجليزية: Fast Charlie) هو فيلم إثارة أمريكي من إنتاج عام 2023، أخرجه «فيليب نويز» وكتبه «ريتشارد وينك»، مستندًا إلى رواية "Gun Monkeys" التي كتبها «فيكتور غيشلر» عام 2001. يلعب دور البطولة فيه كل من «بيرس بروسنان»، و«جيمس كان» (في ظهوره الأخير)، و«مورينا باكارين».
عرض الفيلم لأول مرة في مهرجان ميل فالي السينمائي لعام 2023 في السابع من أكتوبر 2023. وتم إصدار الفيلم في صالات عرض محددة وعلى الفيديو حسب الطلب في الثامن من ديسمبر 2023.

## القصة
يعمل «تشارلي سويفت» بالأعمال العنيفة والخطرة منذ عشرين عامًا لصالح زعيم عصابة يُدعى «ستان». وبعد أن يقوم زعيم عصابة منافس بمحاولة لاغتيال «ستان» وطاقمه، يبقى «تشارلي» الناجي الوحيد. يقرر «تشارلي» الانتقام لصديقه ويتعاون مع «مارسي»، زوجة أحد رجال العصابات الذين قتلهم.

## طاقم التمثيل
- بيرس بروسنان بدور تشارلي سويفت
- مورينا باكارين بدور مارسي كرامر
- جيمس كان بدور ستان مولين
- غبينغا أكيناجبي بدور بيجار
- كريستوفر ماثيو كوك بدور لويد "ذا فريك" ميركوري
- ديفيد تشاتام بدور ميلت
- توبي هوس بدور بيني
- فريدريك ليهن بدور سال
- شارون جليس بدور مافيس
- برينان كيل كوك بدور بليد
- سوزان غالاغر بدور سيلين
- ليندسي جي. سميث بدور جيزيل
- ديفيد كالواي بدور روني
- ستيفن لويس غروش بدور غوت
- جاريد بانكنس بدور ستون كولد
- جاكوب غرودنيك بدور بولي

## الإنتاج
في يونيو 2009، تم اختيار رواية "Gun Monkeys" لـ«فيكتور غيشلر» عام 2001 لتكون فيلمًا سينمائيًا، مع كتابة السيناريو من قبل «لي غولدبيرغ» وتوجيه «ريهاي كيتامورا». في عام 2018، اكتشف المنتج «دان غرودنيك» المشروع واستحوذ على الحقوق الأساسية وجلب «فيليب نويز» لإخراجه. كلا من «كيفن كوستنر» و«براين كرانستون» أظهرا رغبة واهتمامًا بالمشاركة في التمثيل، ولكن الفيلم لم يتخذ شكله النهائي إلا بعد توقيع «بيرس بروسنان». في مارس 2022، انضم «جيمس كان» و«مورينا باكارين» إلى الطاقم.
بدأ التصوير في أبريل 2022 في نيو أورلينز. كان "فاست تشارلي" آخر فيلم شارك فيه «جيمس كان»، الذي توفي في 6 يوليو 2022. في نفس الشهر، نشر «بيرس بروسنان» صورًا لـ«جيمس كان» من موقع التصوير.

## الإصدار
عُرض الفيلم لأول مرة في مهرجان ميل فالي السينمائي لعام 2023 في السابع من أكتوبر 2023، وتم إصداره في صالات عرض محددة وعلى الفيديو عند الطلب في الثامن من ديسمبر 2023 من قبل شركة Vertical Entertainment.

## الاستقبال
على موقع تجميع المراجعات "روتن توميتوز"، كانت 83% من مراجعات 29 ناقدًا إيجابية، بمتوسط تقييم 6.6/10. وجاء في إجماع الموقع: "بفضل العمل الساحر لبيرس بروسنان في الدور الرئيسي، يُعتبر فيلم 'تشارلي السريع' إثارة سلسة ومشاهدة ممتعة على الرغم من قصته التقليدية." وخصص موقع "ميتاكريتيك"، الذي يستخدم متوسطًا مرجحًا، للفيلم درجة 65 من 100، بناءً على 6 مراجعات من النقاد، مشيرًا إلى أن التقييمات كانت "إيجابية بشكل عام".